# Методи Константинов
Методи Константинов е български философ, юрист, писател и общественик.

## Биография
Роден е на 2 февруари 1902 г. в Казанлък, в семейството на Костадин (Константин) и Стефания Христови. Завършва гимназия в родния си град.
Следва философия в Софийския университет,:с. 372, 421 но по-късно решава да се ориентира, по неговите думи, към по-конкретни, близки до живота науки, имащи за задача разрешаването на социални проблеми.:с. 421 През 1928 г. постъпва в Свободния университет за политически и стопански науки (Балкански близкоизточен институт, днес УНСС), къдетo се дипломира през 1931 г.
През 1933 г. заминава за Полша, където, с малко прекъсване, следва до края на 1937 г.:с. 450–453 Първоначално се записва във Висшата журналистическа школа във Варшава. През 1934 г. се връща в България, но след това се връща в Полша и през 1935 г. постъпва в Познанския университет като докторант по международно право. Темата на дисертацията му е формулирана съобразно актуална за България по това време проблематика – „Дунавският проблем от гледна точка на международното право“ (Zagadanie Dunaju z punktu widzenia prawo midzynarodowego). Негов научен ръководител е проф. Бохдан Винярски (1884–1969) – по това време декан на Факултета по икономика и право, по-късно преподавател в Оксфорд, също и съдия в Международния съд в Хага. На 19 май 1937 г. Методи Константинов защитава успешно докторантурата си и получава научната степен „доктор по политикономия“. През февруари 1938 г. дисертацията е издадена като отделна книга под № 5 на серията „Познански юридически трудове“, издавана от Познанския университет.
Също през 1938 г. той и състудента му д-р Леон Тайлор, адвокат, издават в Познан книгата „България – страна на розите“ (Bulgaria – kraina roz). Предговорът е написан от ректора на Познанския университет проф. Антони Перетяткович. Книгата съдържаща осем статии за обществено-политическото развитие на страната, написани от известни учени и творци: проф. Георги Генов, проф. Иван Батаклиев, Отон Барбар, проф. Генчо Пирьов, Емануил Попдимитров, Борис Андреев, Георги Караиванов и самия Методи Константинов. Макар и малка по обем, тя представя многостранно България. Излиза със съдействието на академичното Полско-българско сдружение при Познанския университет.
Известен е като един от най-ерудираните и образовани последователи на Петър Дънов. Той е един от авторите на първата книга за него, написана от учениците му с негово съгласие, заедно с Боян Боев, Борис Николов и Мария Тодорова, и основен фактор книгата им „Учителят“ да получи разрешение за печат през 1947 г. в България. По-късно успяват да я издадат и във Франция.:с. 480 – 483
Автор е на множество публикации на български и френски език, които го утвърждават като задълбочен изследовател и му носят международно признание. Сред тях изпъкват съчинения с научен и езотеричен характер („Световна астросоциология“, „Новата култура в ерата на Водолея“ и др.).